# كارلوس غارسيا (دراج)
كارلوس غارسيا (بالإسبانية: Carlos García)‏ هو دراج أوروغواياني، ولد في 18 سبتمبر 1964.

## وصلات خارجية
- كارلوس غارسيا على موقع أرشيف الدراجات (الإنجليزية)
- كارلوس غارسيا على موقع إحصائيات الدراجات الإحترافية (الإنجليزية)
- كارلوس غارسيا على موقع أوليمبيديا (الإنجليزية)